# Cameron MacKay
Cameron MacKay ist ein kanadischer Diplomat.

## Werdegang
Von 2001 bis 2006 war MacKay an der Ständigen Vertretung Kanadas bei den Vereinten Nationen in Genf und von 2008 bis 2010 diente er im Außenministerium als Direktor für Regionale Handelspolitik.
Von 2010 bis 2012 erhielt MacKay den Posten des kanadischen Botschafters in Costa Rica, Honduras und Nicaragua. Von 2012 bis 2013 war er Generaldirektor für den Handel mit China, von 2013 bis 2015 Generaldirektor des Büros für Handelsverhandlungen und von 2015 bis 2017 Generaldirektor des Handelssektorbüros. 2019 wurde MacKay Botschafter Kanadas in Indonesien und Osttimor. 2021 wechselte er wieder an das kanadische Außenministerium in Ottawa als Operationaler Direktor des Sekretariat für Außen- und Verteidigungspolitik des Privy Council Office.
Am 24. Dezember 2021 wurde MacKay zum kanadischen Hochkommissar in Indien ernannt.